# ユリシーズ・グラント
ユリシーズ・S・グラント（英: Ulysses S. Grant、1822年4月27日 - 1885年7月23日）は、アメリカ合衆国の軍人、政治家。南北戦争時の北軍の将軍および第18代アメリカ合衆国大統領。南北戦争で戦った将軍の中では南軍のロバート・E・リー将軍と並んで（またそのリー将軍を最終的に破ったことで）最も有名な将軍の1人である。
軍人としては成功したが、大統領在任中の「クレディ・モビリエ事件」を始めとする多くのスキャンダルおよび汚職により、歴史家からアメリカ最悪の大統領のうちの一人と考えられている。

## 生涯

### 生い立ち
オハイオ州クラーモント郡ポイント・プレザントで、ジェシー・R・グラントとハンナ・シンプソン・グラントの息子として生まれた。出生時の名前はハイラム・ユリシーズ・グラント（Hiram Ulysses Grant）。グラントの父親と母方の祖父は、ペンシルベニア州で生まれた。父親は製革業者だった。1823年の秋に、一家はオハイオ州ブラウン郡のジョージタウンへ移住した。グラントは、17歳になるまでほとんどの時期をそこで過ごした。 
17歳のときに、オハイオ州選出の下院議員トーマス・L・ハマーからニューヨーク州ウェストポイントの陸軍士官学校への推薦を受け取った。この際ハマー議員は誤って「ユリシーズ・S・グラント」として彼を登録してしまった。しかし、グラントはそれが気に入ったようで、以降はその名前で通した。また、ミドルネームのSは母親の旧姓のシンプソンから取ったとまで、周りに説明していた。1843年にグラントは39人中の21番目でウェストポイントを卒業した。 
グラントは、1843年8月22日にジュリア・ボッグズ・デントと結婚した。2人は4人の子供（フレデリック、ユリシーズ・シンプソン・ジュニア、エレン、ジェシー）をもうけた。

### 軍歴
グラントは、ザカリー・テイラー将軍およびウィンフィールド・スコット将軍の配下で米墨戦争に従軍し、レサカ・デ・ラ・パルマ、パロアルト、モンテレーおよびベラクルス包囲戦に参加した。モリノ・デル・レイの戦いでの功績で中尉に昇進し、チャプルテペクの戦いの後に中佐に昇進した。1854年7月31日に多量飲酒を理由に軍隊を辞職した。辞職後はセントルイスで農場経営、不動産仲介業、そして最後にイリノイ州ガリーナで父親の皮革・金物店の経理助手となった。 

#### 南北戦争
南北戦争では、グラントは最優秀の将軍の一人として、最終的に北軍に勝利をもたらした偉大な司令官であった。戦術的な能力だけでなく、戦略家として南北戦争において、両軍を通じて最も優秀であったといえる。優秀な司令官を持たなかったために再選が危うくなったエイブラハム・リンカーン大統領を救った一因となったのみならず、その後の切り札となり、前半では西部戦線での攻勢に、後半では東部戦線での大反攻に大きな功績を挙げた。
南北戦争が勃発し、サムター要塞陥落の10日後、1861年4月24日にグラントはイリノイ州スプリングフィールドに自身が募った志願兵を連れて到着した。リチャード・イェイツ知事はグラントを反抗的な第21イリノイ歩兵連隊の連隊指揮官（大佐）に任命した。その後、グラントはハンニバル＆セント・ジョセフ鉄道を守るためにミズーリ州へ派遣された。この時点ではまだミズーリ州は南部連合と合衆国の間で揺れ動いており、南部に同情的だったクレイボーン・ジャクソン知事は武装中立を宣言して、州に侵入する軍隊は南北どちらであろうと攻撃すると宣言していた。ミズーリ州に「侵攻」した北軍は8月までにジャクソン知事を免職し、ミズーリ州を支配下に置いた。この行為はミズーリ州内の南部連合派の態度を硬化させ、北軍はこの後しばらく彼らの活動に悩まされることになる。
同年8月、グラントは志願兵の准将に昇進した。下院議員エリフー・ウォッシュバーンの進言にリンカーンが耳を傾けた結果だと言われている。8月末、グラントは西部戦域司令官ジョン・C・フレモント少将によりヘンリー・ハレック将軍の下で南東ミズーリ戦線を任されることとなる。
1862年2月、東部では北軍の苦戦が続く中、西部では河川砲艦と奇襲を組み合わせてヘンリー砦とドネルソン砦を奪取し（ヘンリー砦の戦い、ドネルソン砦の戦い）、西部戦線の東西河川交通の要衝を支配した。これは北軍のミシシッピー河を南下して南部連合の中部と西部を分断する大戦略を可能にした。その後、シャイロー付近で部隊を駐屯中に南軍の奇襲攻撃を受けたが、これの撃退に成功した（シャイローの戦い）。上官のハレック将軍は一時グラントの功績を嫉妬したのか、飲酒癖を理由に解任したが、結局のところ彼の能力は捨てがたく、再任されることになる。
10月にはハレック将軍が東部戦線のポトマック軍司令官に召還され、後任としてテネシー軍司令官となった。野戦軍司令官としてポトマック軍司令官に次ぐ重職といえる。グラントは水陸一体の作戦を進めミシシッピ河を南下。1863年4月には南部でのミシシッピ河の重要な渡河点であるビックスバーグ要塞を河川砲艦による強行突破と奇襲上陸により包囲体制を築くと、7月4日にこれを陥落させた（ビックスバーグの包囲戦）。これは有名なゲティスバーグの戦いの最終日の翌日であり、南軍の攻勢の終末点であると同時に、戦略的に南部が東西に分断され西部での北軍の攻勢が完遂した日でもある。11月にはチャタヌーガで南軍を敗退させ、西部において南軍が組織的反撃を行う能力をほぼ喪失させた。
リンカーン大統領にとって首都防衛と敵攻略を兼ねるポトマック軍の司令官に人材を得ないのが最大の悩みであり、師団長クラスでは優秀な戦術家であっても司令官となるととたんに弱点を露呈する将軍が多く、マクドウェル、マクレラン、フッカー、バーンサイド、ハレックとことごとく期待を裏切っており、ゲティスバーグでリーを撃退したミードもこの任に長く耐えられそうもなかった。そのため、西部で南軍を切り裂いたグラントに白羽の矢が立てられることになる。
1864年3月、ミードはそのままポトマック軍司令官に留任し、その上級司令官の形でグラントが北軍総司令官に任命され、主に東部戦線の指揮をとった。
西部戦線の後任にはグラントの盟友でかつ忠実な部下であったウィリアム・シャーマン将軍がテネシー軍司令官となり、アトランタを抜けてサバンナへの海への進軍を行った。その途上の各都市を破壊し、物資の略奪を公然と行った。南軍の戦争遂行能力をずたずたに引き裂いた。
一方でグラントは、人口と工業生産力にまさる北軍の国力を背景に、東部では物量による不屈の南下作戦を開始し、常にリーを相手に大損害を受けながらリッチモンドへ進撃を開始した。荒野の戦い、スポットシルヴェニアの戦い、コールドハーバーの戦いと全てリーの南軍は寡兵ながら自軍以上の損害を与え続けたものの、消耗戦に巻き込まれた形になり、また迂回と突破、そして水上移動を使い分けるグラントに徐々に押し込められていった。グラントは南部連合首都リッチモンドの裏口にあたるピーターズバーグに押し寄せ、リーは事前に察知して先回りし塹壕線を築くが、結果的に野戦軍がリッチモンドおよびピーターズバーグに押し込められる形になり、戦略的包囲に成功した。そのため、南軍はアトランタから大西洋へ抜けようとするシャーマンに対する軍に救援が送れず、シャーマンはやがてサバンナから北上して、さらに両カロライナとヴァージニアを焼き尽くしながらグラントに合流する。
リーは最後の賭けに出てピーターズバーグを放棄し、南に撤退しジョンストン率いるテネシー軍と合流しようとしたが（アポマトックス方面作戦）、グラント率いる北軍に捕捉され、アポマトックス・コートハウスで遂に降伏した。これにより、その流れに合わせるように残りの南軍部隊も次々と降伏し、グラントは南北戦争における英雄となった。
戦争後に連邦議会は、1866年7月25日に3つ星を中将位に改め、4つ星の陸軍大将（当時の呼称はGeneral of the army of the United States）に任命し、その労をねぎらった。

### 大統領職

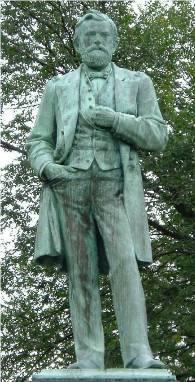
グラントメモリアルの立像。妻のジュリアはポケットに手を入れた仕草が夫をよく表していると語った。

グラントは1868年5月20日にシカゴの共和党全国大会において、満場一致で共和党大統領候補に選ばれた。その年の大統領選挙では、合計5,716,082の投票中3,012,833票 (52.7%) を得票し勝利した。
グラント政権は、汚職とスキャンダルに悩まされた。特に連邦政府の税金から300万ドル以上が不正に得られたとされるウイスキー汚職事件では、個人補佐官オービル・E・バブコックが不正行為に関与したとして起訴され、大統領の恩赦で有罪判決を回避した。ウイスキー汚職事件後に、陸軍長官ウィリアム・ベルナップがアメリカインディアンとの販売・取引ポストと交換に賄賂を受けとったことが調査によって明らかになった。グラント自身が部下の不正行為から利益を得たという証拠はないが、犯罪者に対する厳しいスタンスをとらず、彼らの罪が確定した後でさえ強く反応しなかった。
さらに、荒廃した南部の再建および先住民対策に失敗し、グラントの支持は急落した。
1872年3月3日、アメリカを訪問した岩倉使節団と会見した。

#### インディアン政策
グラントは熱心な保留地政策の支持者であり、どちらかといえば和平主義者であったが、保留地囲い込みに従わない部族は絶滅させるとの姿勢だった。
1860年代後半から、知人であったインディアン（イロコイ族）出身のエリー・サミュエル・パーカー（本名ドネホガワ）をインディアン総務局長に任命し、保留地監督官にさまざまな宗教団体から推薦された者を任命する政策を実行した。クェーカー教徒の志願者が多かったため、「クェーカー政策」「平和政策」と呼ばれた。しかしキリスト教の押し付けも、インディアン部族にとっては余計なお世話であり、対立は解消されなかった。
このグラントの和平案から、「戦争の諸原因を除去し、辺境での定着と鉄道建設を確保し、インディアン諸部族を開化させるための体系を作り上げる」べく、「和平委員会」が設立されることとなった。和平委員会はインディアン諸部族と数々の条約を、武力を背景に無理矢理結んでいったが、すぐに白人側によって破られていく現実を前に、グラントが夢想したような和平などは実現しないと悟った。
また、西部インディアン部族の最大反抗勢力であるスー族に対し、雪深い真冬に保留地への全部族員移動を命じて反感を増大させ、戦乱のきっかけを作った。

#### 内閣
| 職名     | 氏名                               | 任期            |
| -------- | ---------------------------------- | --------------- |
| 大統領   | ユリシーズ・グラント               | 1869年 - 1877年 |
| 副大統領 | スカイラー・コルファクス           | 1869年 - 1873年 |
| 副大統領 | ヘンリー・ウィルソン               | 1873年 - 1875年 |
| 国務長官 | エリフ・B・ウォッシュバーン        | 1869年          |
| 国務長官 | ハミルトン・フィッシュ             | 1869年 - 1877年 |
| 財務長官 | ジョージ・バウトウェル             | 1869年 - 1873年 |
| 財務長官 | ウィリアム・リチャードソン         | 1873年 - 1874年 |
| 財務長官 | ベンジャミン・ブリストウ           | 1874年 - 1876年 |
| 財務長官 | ロト・モリル                       | 1876年 - 1877年 |
| 陸軍長官 | ジョン・アーロン・ローリンズ       | 1869年          |
| 陸軍長官 | ウィリアム・シャーマン             | 1869年          |
| 陸軍長官 | ウィリアム・ワース・ベルナップ     | 1869年 - 1876年 |
| 陸軍長官 | アルフォンソ・タフト               | 1876年          |
| 陸軍長官 | ジェイムズ・ドナルド・キャメロン   | 1876年 - 1877年 |
| 司法長官 | エベニーザー・ロックウッド・ホアー | 1869年 - 1870年 |
| 司法長官 | エイモス・タッペン・アケルマン     | 1870年 - 1871年 |
| 司法長官 | ジョージ・ヘンリー・ウィリアムズ   | 1871年 - 1875年 |
| 司法長官 | エドワーズ・ピアポント             | 1875年 - 1876年 |
| 司法長官 | アルフォンソ・タフト               | 1876年 - 1877年 |
| 郵政長官 | ジョン・クレスウェル               | 1869年 - 1874年 |
| 郵政長官 | ジェイムズ・ウィリアム・マーシャル | 1874年          |
| 郵政長官 | マーシャル・ジュウェル             | 1874年 - 1876年 |
| 郵政長官 | ジェイムズ・ノウブル・タイナー     | 1876年 - 1877年 |
| 海軍長官 | アドルフ・ボリー                   | 1869年          |
| 海軍長官 | ジョージ・ロブソン                 | 1869年 - 1877年 |
| 内務長官 | ジェイコブ・ドルソン・コックス     | 1869年 - 1870年 |
| 内務長官 | コロンバス・デラノ                 | 1870年 - 1875年 |
| 内務長官 | ザカリア・チャンドラー             | 1875年 - 1877年 |
| 農務長官 | ホーレス・ケプロン                 | 1869年 - 1871年 |

### 大統領退任後

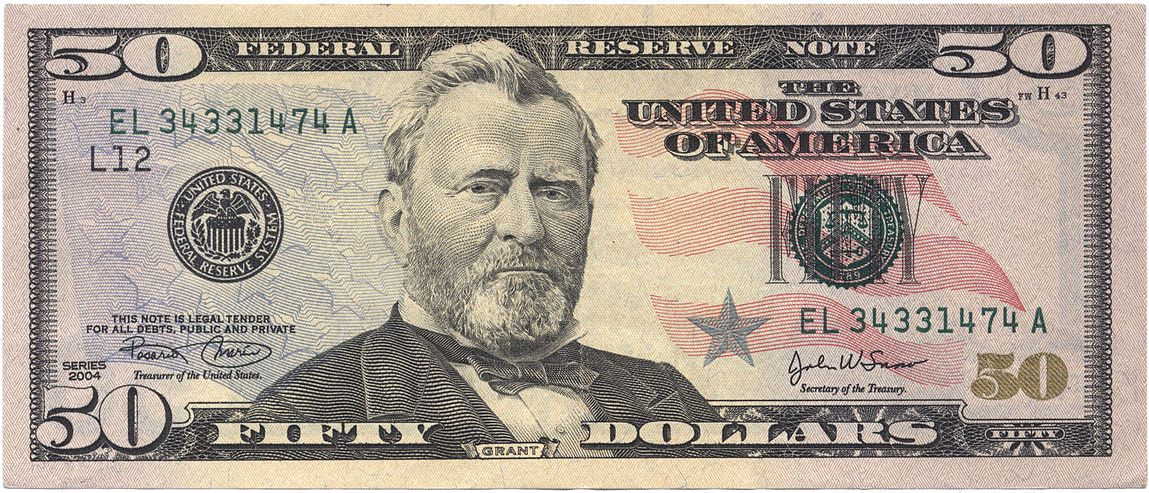
グラントが描かれた50ドル紙幣。(Series 2004)

2期8年の大統領退任後にグラントは夫妻で、1877年から軍艦リッチモンド号で約2年間世界中を旅行した。最初の訪問地はイギリスでヴィクトリア女王と会見した。ヨーロッパ各地やエジプト、インド、タイ等を経て、1879年5月28日には清の天津に到着し、6月12日には琉球処分への対応をめぐって李鴻章と対談した。
明治維新まもない日本には、長崎を経由し横浜港を経て同年7月3日から9月3日まで国賓として東京等に滞在し、8月10日の明治天皇との浜離宮で会見の他に要人等と交流した。グラントはアメリカ合衆国大統領経験者で訪日した初の人物でもある。8月25日に東京の上野公園で行われた歓迎式典に臨み、妻ジュリアとともに来日記念に檜を植樹している。増上寺では松を植樹した。栃木の日光東照宮を訪問した際には、天皇(勅使)しか渡ることを許されなかった橋を特別に渡ることを許されたものの、これを恐れ多いと固辞したことで高い評価を受けることとなった。
1883年に全米ライフル協会の第8代会長に選ばれた。
1884年、グラント・アンド・ウォード商会の倒産後の負債で金銭的に困窮し、マーク・トウェインの勧めもあって、回想録を執筆したが、すでに末期の喉頭癌で回想録が完成したのは死の数日前だった。回想録はベストセラーとなり、妻子に豊かな収入を与えることとなった。1885年7月23日にニューヨーク州サラトガ郡のマウント・マクレガーで死去した。北アメリカで最大の廟、ニューヨーク市マンハッタンのモーニングサイド地区のグラント墓地に、妻と共に埋葬されている。
50ドル紙幣の表はグラントの肖像である。
2022年、グラントは生誕200年を記念して陸軍大元帥に名誉昇進した。

## 語録
「私は平和の手段として以外、戦争をかつて主張したことがない」。

## 逸話
髭を剃りおとした写真が1枚だけ残っている。夫人がカメオにグラントの横顔を入れたいと頼んだとき、彼は誤解して、渋々顎髭を剃ってしまったためである。身長は6フィート（約183cm）だった。
10頭の馬を持ち、一番気に入った馬は170cm程のサラブレッド「シンシナティ」だった。シンシナティはアポマトックス・コートハウスの戦いをグラントと共にし、大統領在任中も彼の愛馬だった。
自身はヘビースモーカーであったが、ホワイトハウスでの喫煙を妻に禁止されていたことから、付近にあるウィラード・ホテルのロビーで葉巻を楽しんでいた。彼がしばしばこの場所に出没することを知った関係者は、ニコチンの助けを借りて上機嫌な大統領への陳情をこのロビーで行うようになった。ロビー活動の語源はこれにあるとされる。
なお米国の歴史上、大統領として最初に逮捕された経歴をもつ。それは1872年、首都で馬車によるスピード違反である。

## 関連作品
映画
- 『ワイルド・ワイルド・ウエスト』（1999年、アメリカ映画、演：ケヴィン・クライン）

テレビドラマ
- 『GRANT アメリカを救った奇跡の大統領』 (2020年、ヒストリーチャンネル、演：ジャスティン・サリンジャー)
- 『青天を衝け』（2021年、NHK大河ドラマ、演：フレデリック・ベノリエル）

## 記念碑・エポニム
- ユリシーズ・S・グラント・メモリアル
- ユリシーズ・S・グラント (原子力潜水艦)
- グラントハイツ